# Ostrówek (powiat siedlecki)
Ostrówek – wieś w Polsce położona w województwie mazowieckim, w powiecie siedleckim, w gminie Siedlce. Ma status sołectwa. Leży 9 km na zachód od Siedlec.
Przez Ostrówek przebiega droga powiatowa do Nowego Opola i w odległości 2 km na południe od wsi, trasa międzynarodowa E30 Cork - Omsk.
W latach 1975–1998 miejscowość należała administracyjnie do województwa siedleckiego.
Do 31 grudnia 2011 miejscowość stanowiła osadę, od 1 stycznia 2012 stanowi wieś.
Wierni Kościoła rzymskokatolickiego należą do parafii Wniebowzięcia NMP w Niwiskach. 